# 地獄の花園
『地獄の花園』（じごくのはなぞの）は、2021年5月21日公開の日本映画。監督は関和亮、脚本はバカリズム、主演は永野芽郁。
普通に働くOLの職場に元カリスマヤンキーの女性が中途採用されたことから始まった、OLたちによる派閥争いを描く。
2021年2月28日に行われた『第32回 マイナビ 東京ガールズコレクション 2021 SPRING / SUMMER』では、主演の永野をはじめ、OL役を演じる遠藤憲一ら主要出演者7名が役衣装でランウェイを歩いた。

## あらすじ
平凡なOL・田中直子の職場は、裏では社内の派閥争いを賭けたヤンキーOLたちによる喧嘩が日々勃発していた。直子の職場である三富士株式会社では、佐竹紫織と神田悦子を下し、安藤一派の長である安藤朱里がトップを制していた。しかし直子はそんな事を気にせずに生活していた。
ある日、中途採用された元カリスマヤンキーのOL・北条蘭は圧倒的な喧嘩の強さから、たちまち会社のトップに立つ。これをきっかけに、全国のヤンキーOLたちが直子の会社に集っていく。ひょんなことから北条蘭と親しくなった直子も巻き込まれていく。

## キャスト

### 主要人物
田中直子（たなか なおこ）
演 - 永野芽郁
本作の主人公。一般企業・三富士株式会社で働く普通のOL。社内での派閥争いを傍観しながら、素敵なOLライフを夢見ている反面、ヤンキー漫画に詳しい。
北条蘭（ほうじょう らん）
演 - 広瀬アリス
元カリスマヤンキー。三富士株式会社に中途採用で入社する。喧嘩は強いが、仕事は苦手。ひょんなことから、直子と仲良くなる。

### 三富士株式会社
安藤朱里（あんどう しゅり）
演 - 菜々緒
三富士株式会社の開発部に所属するOL。通称「悪魔の朱里」。安藤一派の長として、会社を牛耳る。コーンロウと奇抜なメイクが特徴的だが、仕事は有能。
佐竹紫織（さたけ しおり）
演 - 川栄李奈
三富士株式会社の営業部に所属するOL。キレると手がつけられないことから「狂犬紫織」の異名を持つ佐竹一派の長。反面、オフィスの規律を正すことに余念がない。
神田悦子（かんだ えつこ）
演 - 大島美幸（森三中）
三富士株式会社の製造部に所属するOL。「大怪獣悦子」と恐れられている神田一派の長であり、タイマン勝負で300戦無敗を誇る喧嘩の申し子で、刑務所帰り。ファッション誌を愛読する。
松浦慎二 (まつうら　しんじ)
演 - 森崎ウィン
直子が恋する会社員。ヤンキーに絡まれているところを蘭に助けられる。
直子の同僚
演 - 中村ゆりか
演 - 伊原六花
紫織の子分
演 - 菅野莉央
演 - 青山めぐ
演 - 森カンナ
朱里の子分
演 - 日比美思

### 一部上場企業（株）トムスン
赤城涼子（あかぎ りょうこ）
演 - 遠藤憲一
トムスン総務部の元締めを務めるお局OL。「魔王」の異名を持ち、頭脳明晰で冷酷な反面、イベント好きでユーモアがある。
工藤早苗（くどう さなえ）
演 - 丸山智己
トムスン三銃士の一人。タイマン3番勝負の1人目。
「七色の拳を持つ女」の異名を持ち、黒の皮手袋から織りなす鉄拳で相手を仕留める。
藤崎麻理（ふじさき まり）
演 - 松尾諭
トムスン三銃士の一人。タイマン3番勝負の2人目。
「下関の虎河豚」の異名を持つ。漢字の迫力とインパクトが強い。
冴木妙子（さえき たえこ）
演 - 勝村政信
トムスン三銃士の一人。タイマン3番勝負の3人目。
「青い稲妻」の異名を持ち、ボクシングに長ける。
鬼丸麗奈（おにまる れいな）
演 - 小池栄子
圧倒的な戦闘力を誇り、ヤンキーOLの間で都市伝説と崇められてきた「地上最強のOL」。強いOLとのタイマンを求めて全国各地を渡り歩いてきたことから、目撃した者は少ない。
トムスンのヤンキーOL
演 - 大西礼芳
演 - 塚本小百合
演 - 石川萌香

### その他
進藤楓（しんどう かえで）
演 - ファーストサマーウイカ
高口商事勤務のOL。凄みのある関西弁で相手を威嚇する。
白鳥真央（しらとり まお）
演 - 長井短
和久井物産で頭を張っているOL。田中直子と北条蘭の食事中に喧嘩を売りにくる。
大柴姉妹（おおしば）
演 - 近藤くみこ（ニッチェ）、かなで（3時のヒロイン）
矢沢食品の「風神・雷神」と称される姉妹OL。
七瀬小夜（ななせ さよ）
演 - 室井滋
日本最初のOL。現在では山奥で暮らしており、蘭にOL修行をつける。

## スタッフ
- 監督：関和亮
- 脚本：バカリズム
- 音楽：宗形勇輝、植田能平、眞鍋昭大
- 製作：石原隆、細野義朗
- プロデューサー：加藤達也、櫻井雄一、山邊博文
- 企画原案：バカリズム、関和亮、櫻井雄一、加藤達也
- スタントコーディネーター：富田稔
- 撮影：奥平功
- 照明：渡辺良平
- 録音：反町憲人
- 美術プロデューサー：柴田慎一郎
- アートコーディネーター：渡部哲也
- 装飾：高桑道明
- 衣装統括：三田真一
- ヘアメイクデザイナー：小西神士
- ヘアメイク：塚原ひろの
- 編集：小野寺絵美
- VFXスーパーバイザー：菅原悦史
- カラリスト：宮下蔵
- 音楽プロデューサー：谷口広紀
- スクリプター：内田智美
- 助監督：戸塚寛人
- 共同プロデューサー：大塚健二
- ラインプロデューサー：木村和弘
- サウンドデザインスーパーバイザー&リレコーディングミキサー：浅利なおこ
- 配給：ワーナー・ブラザース映画
- 制作プロダクション：ソケット
- 製作：「地獄の花園」製作委員会（フジテレビジョン、S・D・P）

## 主題歌
「Another Great Day!!」（SACRA MUSIC / Sony Music Labels Inc.）
作詞・歌：LiSA / 作曲：松本孝弘（B'z）  / 編曲：松本孝弘（B'z）、YUKIHIDE"YT"TAKIYAMA